# Agriocnemis corbeti
Agriocnemis corbeti е вид водно конче от семейство Coenagrionidae.

## Разпространение
Видът е разпространен в Индия (Утаракханд).